# Zornia reticulata
Zornia reticulata är en ärtväxtart som beskrevs av James Edward Smith. Zornia reticulata ingår i släktet Zornia och familjen ärtväxter. Inga underarter finns listade i Catalogue of Life.